# زمین‌لرزه اکتبر ۱۹۷۶ اندونزی
زمین‌لرزه اندونزی  در تاریخ ۲۹ اکتبر ۱۹۷۶ میلادی، برابر با ‎۷ آبان ۱۳۵۵، ساعت ۲:۵۱:۰۷ به زمان یوتی‌سی در اندونزی رخ داد. ژرفای این زلزله ۱۵ کیلومتر بود، و بزرگی آن ۶٫۸ در مقیاس Mw اعلام شده‌است. زمین‌لرزه به وقت محلی در روز جمعه، ساعت ۱۱ روی داده و منطقه زمانی آن یوتی‌سی +۹ بوده‌است .
سازمان زمین‌شناسی آمریکا نیز رومرکز این زمین‌لرزه را در مختصات ۴°۳۱′۰۱″جنوبی ۱۳۹°۵۵′۰۵″شرقی / ۴٫۵۱۷°جنوبی ۱۳۹٫۹۱۸°شرقی و ژرفای آن را در ۳۳ کیلومتر گزارش کرده‌است. بزرگی برگزیدهٔ این سازمان از میان بزرگیهای محاسبه‌شدهٔ مختلف ۷٫۲ در مقیاس ریشتر بوده و از دید اثر، در میان چهار دسته‌بندی «نامحسوس»، «محسوس»، «زیان‌آور» یا «با تلفات»، زلزله را «با تلفات» اعلام کرده‌است.
پروژهٔ «تنسور گشتاور مرکزوار» زاویه‌های (راستا، شیب، ریک) گسل سازندهٔ زمین‌لرزه و صفحه عمود بر آن را (°۱، °۸۰، °۱۷۴) یا (°۹۲، °۸۴، °۱۰) و نوع گسل را «امتدادلغز» فرارسانده‌است.
شمار کشتگان زلزله حدود ۱۳۳ نفر بوده‌است.